# 24 Ore di Le Mans 1988
La 24 Ore di Le Mans 1988 è stata la 56ª maratona automobilistica svoltasi sul Circuit de la Sarthe di Le Mans, in Francia, il 11 e il 12 giugno 1988, valevole come 5ª prova del Campionato del Mondo Sport Prototipi 1988. Hanno gareggiato assieme 3 classi di automobili da competizione, ognuna delle quali ha avuto il suo vincitore. Tutte vetture erano Sport Prototipi: la maggior parte erano costruiti secondo le norme FIA di Gruppo C, suddivisi in classi C1 e C2; è stata inoltre consentita la partecipazione di alcune vetture di classe GTP, costruite in base ai regolamenti IMSA.

## Contesto
L'edizione del 1988 vede la partecipazione in veste ufficiale di diverse case automobilistiche: Jaguar, Mercedes-Benz, Porsche, Nissan, Toyota e Mazda; vengono inoltre schierate da team privati innumerevoli Porsche 962 molto competitive sul Circuit de la Sarthe.
Dopo diversi anni di vittorie incontrastate della Porsche, Tom Walkinshaw promette di riuscire finalmente a battere la casa automobilistica tedesca vincendo con le sue Jaguar XJR-9, nella nuova configurazione LM sviluppata appositamente per il circuito di Le Mans. La squadra Jaguar si presenta in forze per l'occasione: la TWR schiera 3 vetture, altre 2 vengono schierate dal reparto statunitense della squadra impegnato nel campionato IMSA GTP, 14 piloti e oltre 100 persone tra tecnici e meccanici. La Porsche che si è ritirata dal mondiale prototipi alla fine del 1987, ritorna però a Le Mans con la propria squadra ufficiale per cercare di riconfermare le vittorie degli anni precedenti.

## Qualifiche
Le Porsche 962 sono i prototipi più veloci nelle prove di qualificazione, le 3 vetture della squadra ufficiale Porsche AG fanno segnare i 3 migliori tempi in griglia; aumentando la pressione di sovralimentazione nei loro motori, ottengono potenze superiori ai motori aspirati delle Jaguar XJR-9 LM, le principali rivali, che tuttavia partono a ridosso delle Porsche.
Grossi problemi per le Sauber C9 Mercedes, attese fra le protagoniste della corsa, lamentano invece seri inconvenienti di tenuta di strada durante le prove, causati da pneumatici non in grado di reggere alle forti sollecitazioni del carico aerodinamico alle alte velocità in rettilineo, procurando allarmanti forature che inducono il team per prudenza a ritirare le vetture in vista della corsa.

## Tempi di qualifica

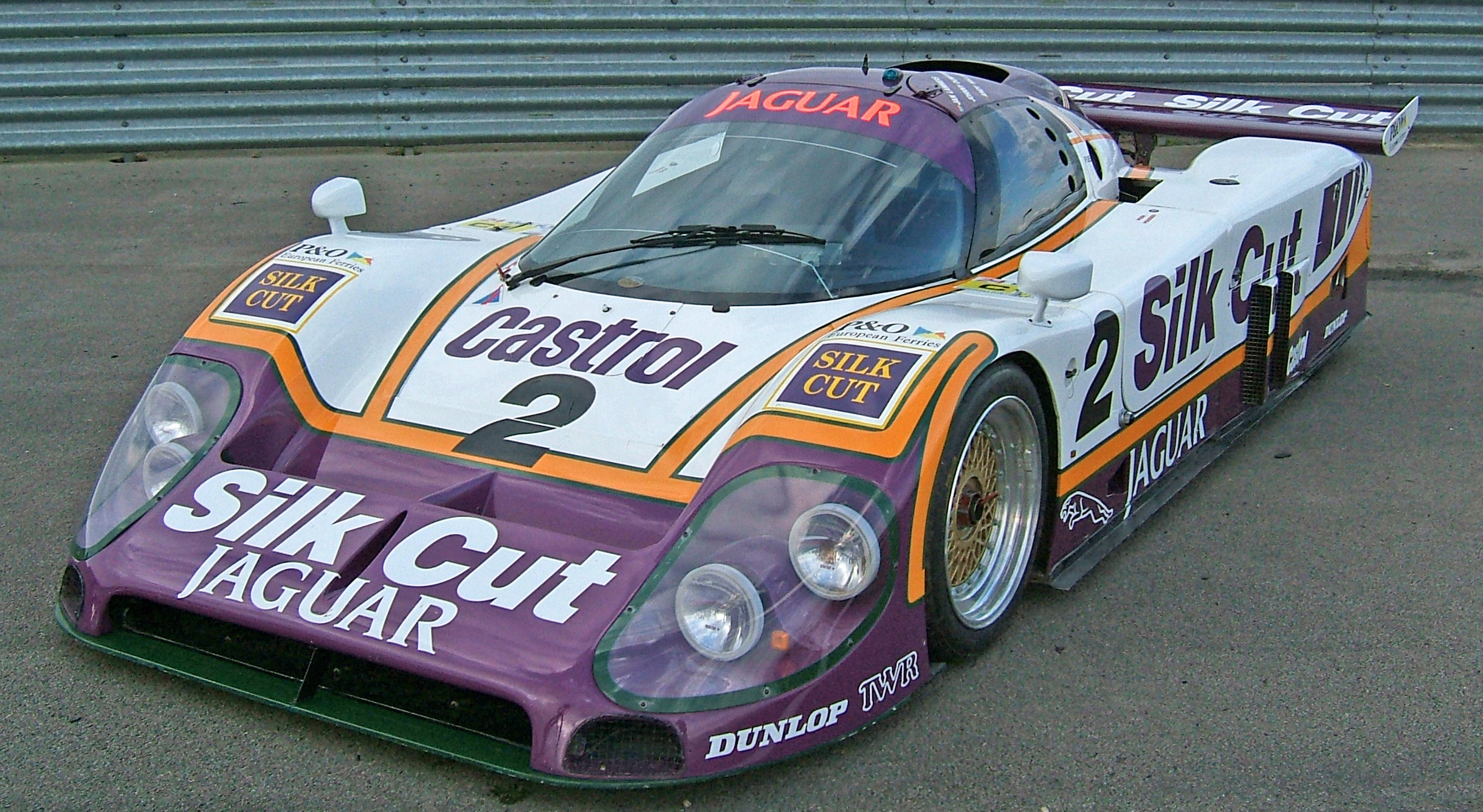
La Jaguar XJR-9 #2 vincitrice della gara

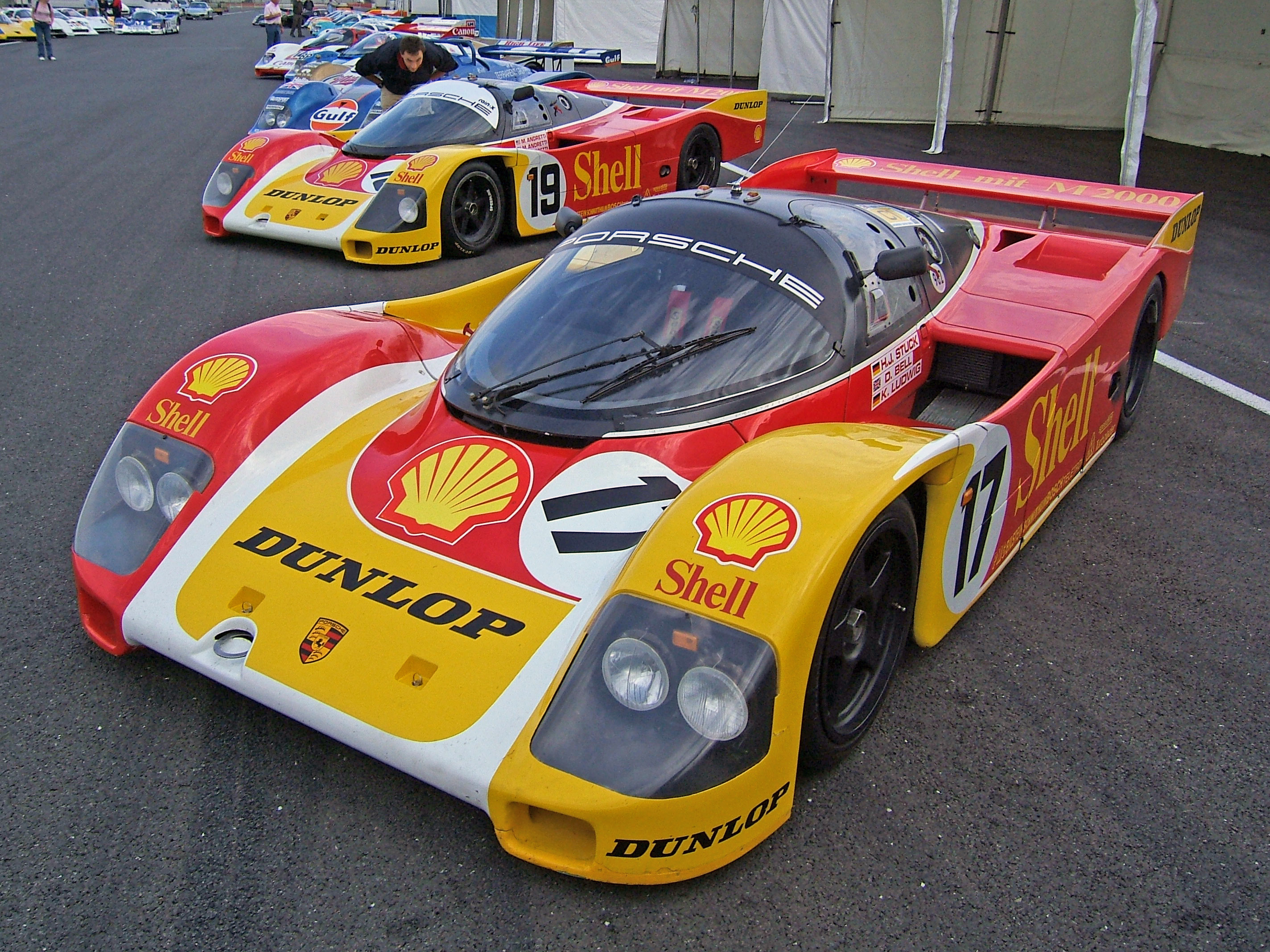
La Porsche 962C #17 partita in pole position e 2ª assoluta al traguardo

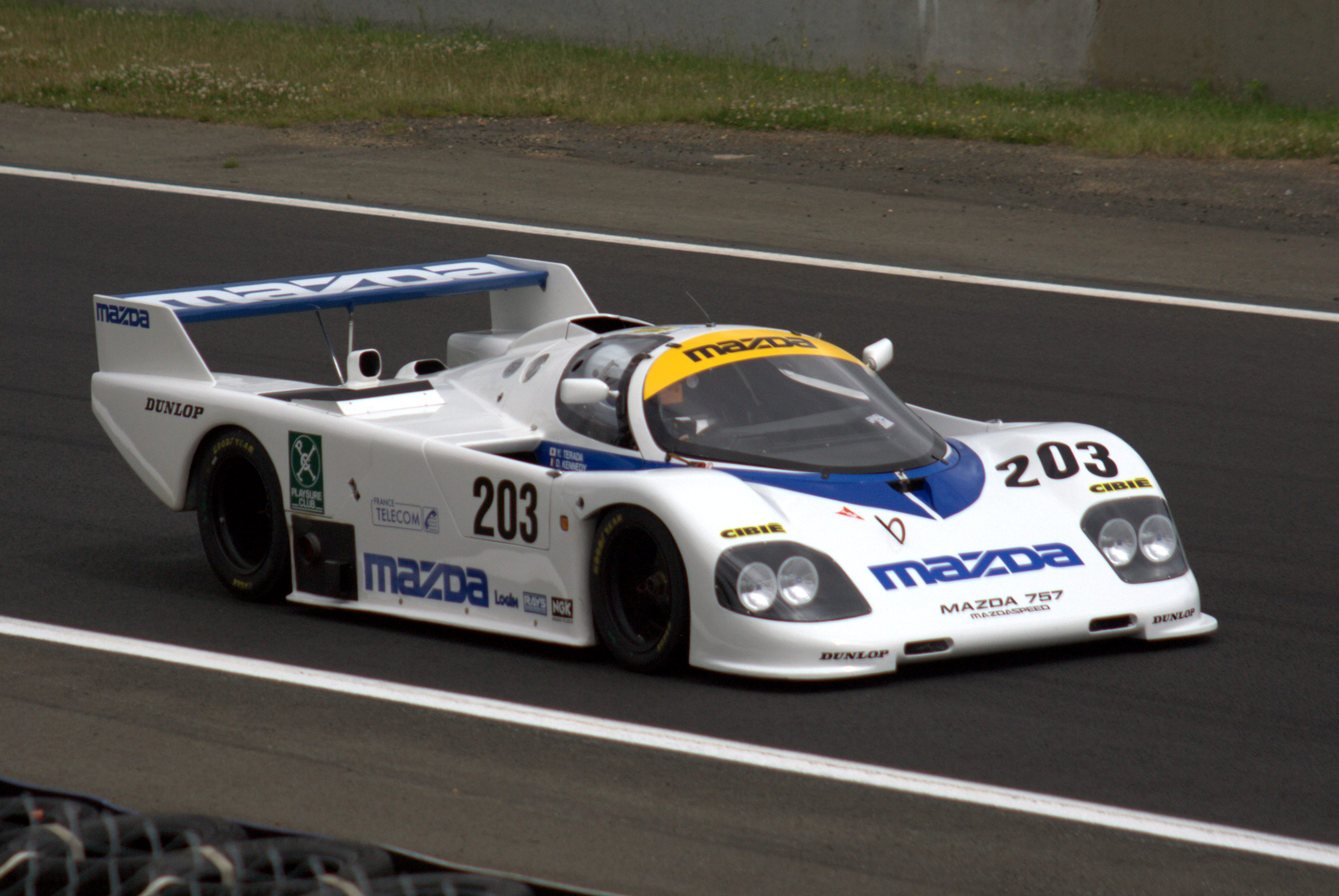
La Mazda 757 #203 giunta 1ª in classe GTP

Qui di seguito vengono riportati i tempi delle prime 20 posizioni in griglia di partenza.
- Il leader di ogni classe è scritto in grassetto e ombreggiato di giallo.

| Posizione | N°  | Squadra                       | Vettura         | Classe | Tempo    |
| --------- | --- | ----------------------------- | --------------- | ------ | -------- |
| 1         | 17  | Porsche AG                    | Porsche 962C    | C1     | 3:15.640 |
| 2         | 18  | Porsche AG                    | Porsche 962C    | C1     | 3:18.620 |
| 3         | 19  | Porsche AG                    | Porsche 962C    | C1     | 3:21.770 |
| 4         | 1   | Silk Cut Jaguar               | Jaguar XJR-9 LM | C1     | 3:21.780 |
| 5         | 8   | Blaupunkt Joest Racing        | Porsche 962C    | C1     | 3:23.300 |
| 6         | 2   | Silk Cut Jaguar               | Jaguar XJR-9 LM | C1     | 3:23.740 |
| 7         | 11  | Leyton House Kremer           | Porsche 962C    | C1     | 3:24.730 |
| 8         | 36  | Toyota Team Tom's             | Toyota 88C      | C1     | 3:25.390 |
| 9         | 21  | Silk Cut Jaguar               | Jaguar XJR-9 LM | C1     | 3:25.420 |
| 10        | 37  | Toyota Team Tom's             | Toyota 88C      | C1     | 3:26.570 |
| 11        | 22  | Silk Cut Jaguar               | Jaguar XJR-9 LM | C1     | 3:26.780 |
| 12        | 3   | Silk Cut Jaguar               | Jaguar XJR-9 LM | C1     | 3:26.820 |
| 13        | 5   | Repsol Brun Motorsport        | Porsche 962C    | C1     | 3:28.090 |
| 14        | 33  | Takefuji Schuppan Racing Team | Porsche 962C    | C1     | 3:28.300 |
| 15        | 23  | Nissan Motorsport             | Nissan R88C     | C1     | 3:29.440 |
| 16        | 127 | Chamberlain Engineering       | Spice SE86C     | C2     | 3:30.260 |
| 17        | 13  | Primagaz Competition          | Cougar C20B     | C1     | 3:30.370 |
| 18        | 62  | Team Sauber Mercedes          | Sauber C9       | C1     | 3:30.460 |
| 19        | 4   | Camel Brun Motorsport         | Porsche 962C    | C1     | 3:30.550 |
| 20        | 61  | Team Sauber Mercedes          | Sauber C9       | C1     | 3:30.800 |

## Gara
In gara le prestazioni dei prototipi vengono livellate dal sussistere della formula consumo imposta dal regolamento di Gruppo C, sono consentite solo 24 soste per rifornimenti di carburante e le vetture dispongono di serbatoi di benzina con una capacità massima di 100 litri, influenzando così le strategie di gara.
Le Porsche, che durante le qualifiche hanno incrementato la pressione di sovralimentazione dei loro motori per ottenere maggior potenza, in gara dispongono invece di potenze più contenute, partite in testa vengono gradualmente riprese o sorpassate dalle Jaguar ufficiali, circa 6 vetture si contendono la gara alternandosi al comando per la maggior parte della corsa, la leadership cambia 22 volte tra Jaguar e Porsche.

Una Jaguar si ritira dopo 8 ore per rottura del cambio, su di un altro esemplare si rompe una guarnizione di testa del motore e abbandona dopo 19 ore. Anche la Porsche perde una delle sue vetture ufficiali per problemi all'impianto di raffreddamento e sull'esemplare guidato dalla famiglia Andretti, si rompe una bobina, costringendo la vettura spinta dal 6 cilindri boxer a concludere la gara con solo 5 cilindri funzionanti.
Gran parte della corsa è caratterizzato da un lungo testa a testa tra la Jaguar XJR-9 numero 2 e la Porsche 962 numero 17, che spesso si alternano al comando. La Jaguar di testa è costretta a fermarsi ai box per sostituire il parabrezza danneggiato da un sasso e la Porsche torna in testa, ma pochi minuti più tardi anche la vettura tedesca si deve fermare per una sosta non prevista, per sostituire la pompa dell'acqua e Lammers torna in testa con un giro di vantaggio. Quando manca circa mezz'ora al termine la Jaguar numero 2 di Jan Lammers, che conduce la corsa con un discreto margine, si ferma per il rifornimento, tornato in pista però il pilota si accorge tempestivamente di analoghi problemi al cambio che avevano costretto al ritiro l'altra Jaguar. Lammers avverte forti vibrazioni viaggiando in terza marcia e consapevole che usandola ancora sarebbe andato incontro ad una inevitabile rottura della trasmissione consegnando così la vittoria alla Porsche, via radio non dà spiegazioni precise dei problemi che lo affliggono per non fornire indicazioni ai rivali della Porsche che possono intercettare le sue comunicazioni, e con tenacia termina la corsa sfruttando solo gli altri rapporti del cambio, portando la sua Jaguar alla vittoria con 2 minuti e 36 secondi di vantaggio sulla Porsche 962 seconda classificata, che in ogni caso non avrebbe potuto rimontare dato che in seguito si apprende che ha terminato la corsa con solo 1,5 litri di benzina nel serbatoio. L'equipaggio vincitore è composto dai piloti: Jan Lammers, Johnny Dumfries e Andy Wallace, a bordo della loro vettura hanno percorso 5.332,780 km, primato sulla distanza per la formula consumo Gruppo C e per la conformazione del circuito, di poco inferiore alla migliore prestazione assoluta del 1971. Degno di nota l'exploit della WM P88 Peugeot pilotata da Roger Dorchy che nel corso della gara raggiunge una velocità massima di 405 km/h sul rettilineo delle Hunaudières, stabilendo il primato velocistico del circuito stradale, prima di ritirarsi per il surriscaldamento del motore.

## Classifica finale
I vincitori di classe sono scritti in grassetto e ombreggiati in giallo. Le vetture che non hanno coperto almeno il 70% della distanza coperta dal vincitore non vengono classificate.
| Posizione | Classe | N°  | Squadra                               | Piloti                                                  | Vettura                            | Pneumatici | Giri |
| Posizione | Classe | N°  | Squadra                               | Piloti                                                  | Motore                             | Pneumatici | Giri |
| --------- | ------ | --- | ------------------------------------- | ------------------------------------------------------- | ---------------------------------- | ---------- | ---- |
| 1         | C1     | 2   | Silk Cut Jaguar Tom Walkinshaw Racing | Jan Lammers Johnny Dumfries Andy Wallace                | Jaguar XJR-9LM                     | D          | 394  |
| 1         | C1     | 2   | Silk Cut Jaguar Tom Walkinshaw Racing | Jan Lammers Johnny Dumfries Andy Wallace                | Jaguar 7.0L V12                    | D          | 394  |
| 2         | C1     | 17  | Porsche AG                            | Hans-Joachim Stuck Klaus Ludwig Derek Bell              | Porsche 962C                       | D          | 394  |
| 2         | C1     | 17  | Porsche AG                            | Hans-Joachim Stuck Klaus Ludwig Derek Bell              | Porsche Type-935 3.0L Turbo Flat-6 | D          | 394  |
| 3         | C1     | 8   | Blaupunkt Joest Racing                | Frank Jelinski Louis Krages Stanley Dickens             | Porsche 962C                       | G          | 385  |
| 3         | C1     | 8   | Blaupunkt Joest Racing                | Frank Jelinski Louis Krages Stanley Dickens             | Porsche Type-935 2.8L Turbo Flat-6 | G          | 385  |
| 4         | C1     | 22  | Silk Cut Jaguar Tom Walkinshaw Racing | Derek Daly Kevin Cogan Larry Perkins                    | Jaguar XJR-9LM                     | D          | 383  |
| 4         | C1     | 22  | Silk Cut Jaguar Tom Walkinshaw Racing | Derek Daly Kevin Cogan Larry Perkins                    | Jaguar 7.0L V12                    | D          | 383  |
| 5         | C1     | 7   | Blaupunkt Joest Racing                | David Hobbs Didier Theys Franz Konrad                   | Porsche 962C                       | G          | 380  |
| 5         | C1     | 7   | Blaupunkt Joest Racing                | David Hobbs Didier Theys Franz Konrad                   | Porsche Type-935 2.8L Turbo Flat-6 | G          | 380  |
| 6         | C1     | 19  | Porsche AG                            | Mario Andretti Michael Andretti John Andretti           | Porsche 962C                       | D          | 375  |
| 6         | C1     | 19  | Porsche AG                            | Mario Andretti Michael Andretti John Andretti           | Porsche Type-935 3.0L Turbo Flat-6 | D          | 375  |
| 7         | C1     | 5   | Repsol Brun Motorsport                | Jésus Pareja Massimo Sigala Uwe Schäfer                 | Porsche 962C                       | M          | 372  |
| 7         | C1     | 5   | Repsol Brun Motorsport                | Jésus Pareja Massimo Sigala Uwe Schäfer                 | Porsche Type-935 3.0L Turbo Flat-6 | M          | 372  |
| 8         | C1     | 11  | Leyton House Kremer Racing            | Kris Nissen Harald Grohs George Fouché                  | Porsche 962C                       | Y          | 371  |
| 8         | C1     | 11  | Leyton House Kremer Racing            | Kris Nissen Harald Grohs George Fouché                  | Porsche Type-935 3.0L Turbo Flat-6 | Y          | 371  |
| 9         | C1     | 10  | Kenwood Kremer Racing                 | Kunimitsu Takahashi Hideki Okada Bruno Giacomelli       | Porsche 962CK6                     | Y          | 370  |
| 9         | C1     | 10  | Kenwood Kremer Racing                 | Kunimitsu Takahashi Hideki Okada Bruno Giacomelli       | Porsche Type-935 2.8L Turbo Flat-6 | Y          | 370  |
| 10        | C1     | 33  | Takefuji Schuppan Racing Team         | Brian Redman Eje Elgh Jean-Pierre Jarier                | Porsche 962C                       | D          | 359  |
| 10        | C1     | 33  | Takefuji Schuppan Racing Team         | Brian Redman Eje Elgh Jean-Pierre Jarier                | Porsche Type-935 3.0L Turbo Flat-6 | D          | 359  |
| 11        | C1     | 72  | Primagaz Competition                  | Jürgen Lässig Pierre Yver Dudley Wood                   | Porsche 962C                       | G          | 356  |
| 11        | C1     | 72  | Primagaz Competition                  | Jürgen Lässig Pierre Yver Dudley Wood                   | Porsche Type-935 2.8L Turbo Flat-6 | G          | 356  |
| 12        | C1     | 36  | Toyota Team Tom's                     | Geoff Lees Masanori Sekiya Kaoru Hoshino                | Toyota 88C                         | B          | 351  |
| 12        | C1     | 36  | Toyota Team Tom's                     | Geoff Lees Masanori Sekiya Kaoru Hoshino                | Toyota 3S-GT 2.1L Turbo I4         | B          | 351  |
| 13        | C2     | 111 | Spice Engineering                     | Ray Bellm Gordon Spice Pierre de Thoisy                 | Spice SE88C                        | G          | 351  |
| 13        | C2     | 111 | Spice Engineering                     | Ray Bellm Gordon Spice Pierre de Thoisy                 | Ford Cosworth DFL 3.3L V8          | G          | 351  |
| 14        | C1     | 32  | Nissan Motorsports                    | Allan Grice Mike Wilds Win Percy                        | Nissan (March) R88C                | B          | 344  |
| 14        | C1     | 32  | Nissan Motorsports                    | Allan Grice Mike Wilds Win Percy                        | Nissan VRH30 3.0L Turbo V8         | B          | 344  |
| 15        | GTP    | 203 | Mazdaspeed Co. Ltd.                   | Yojiro Terada Dave Kennedy Pierre Dieudonné             | Mazda 757                          | D          | 337  |
| 15        | GTP    | 203 | Mazdaspeed Co. Ltd.                   | Yojiro Terada Dave Kennedy Pierre Dieudonné             | Mazda 13G 2.0L 3-Rotori            | D          | 337  |
| 16        | C1     | 21  | Silk Cut Jaguar Tom Walkinshaw Racing | Danny Sullivan Davy Jones Price Cobb                    | Jaguar XJR-9LM                     | D          | 331  |
| 16        | C1     | 21  | Silk Cut Jaguar Tom Walkinshaw Racing | Danny Sullivan Davy Jones Price Cobb                    | Jaguar 7.0L V12                    | D          | 331  |
| 17        | GTP    | 201 | Mazdaspeed Co. Ltd.                   | Yoshimi Katayama David Leslie Marc Duez                 | Mazda 767                          | D          | 330  |
| 17        | GTP    | 201 | Mazdaspeed Co. Ltd.                   | Yoshimi Katayama David Leslie Marc Duez                 | Mazda 13J 2.6L 4-Rotori            | D          | 330  |
| 18        | C2     | 115 | ADA Engineering                       | Ian Harrower Jiro Yoneyama Hideo Fukuyama               | ADA 03                             | G          | 318  |
| 18        | C2     | 115 | ADA Engineering                       | Ian Harrower Jiro Yoneyama Hideo Fukuyama               | Ford Cosworth DFL 3.3L V8          | G          | 318  |
| 19        | GTP    | 202 | Mazdaspeed Co. Ltd.                   | Takashi Yorino Hervé Regout Will Hoy                    | Mazda 767                          | D          | 305  |
| 19        | GTP    | 202 | Mazdaspeed Co. Ltd.                   | Takashi Yorino Hervé Regout Will Hoy                    | Mazda 13J 2.6L 4-Rotori            | D          | 305  |
| 20        | C2     | 123 | Charles Ivey Racing Team Istel        | Tim Harvey Chris Hodgetts John Sheldon                  | Tiga GC287                         | D          | 301  |
| 20        | C2     | 123 | Charles Ivey Racing Team Istel        | Tim Harvey Chris Hodgetts John Sheldon                  | Porsche Type-935 2.8L Turbo Flat-6 | D          | 301  |
| 21        | C2     | 124 | MT Sport Racing                       | Jean Messaoudi Pierre-Francois Rousselot Jean-Luc Roy   | Argo JM19C                         | A          | 300  |
| 21        | C2     | 124 | MT Sport Racing                       | Jean Messaoudi Pierre-Francois Rousselot Jean-Luc Roy   | Ford Cosworth DFL 3.3L V8          | A          | 300  |
| 22        | C2     | 177 | Automobiles Louis Descartes (ALD)     | Jacques Heuclin Louis Descartes Dominique Lacaud        | ALD 04                             | A          | 294  |
| 22        | C2     | 177 | Automobiles Louis Descartes (ALD)     | Jacques Heuclin Louis Descartes Dominique Lacaud        | BMW M80 3.5L I6                    | A          | 294  |
| 23        | C2     | 198 | Roy Baker Racing                      | Mike Allison David Andrews Steve Hynes                  | Tiga GC286                         | D          | 294  |
| 23        | C2     | 198 | Roy Baker Racing                      | Mike Allison David Andrews Steve Hynes                  | Ford Cosworth DFL 3.3L V8          | D          | 294  |
| 24        | C1     | 37  | Toyota Team Tom's                     | Paolo Barilla Hitoshi Ogawa Tiff Needell                | Toyota 88C                         | B          | 283  |
| 24        | C1     | 37  | Toyota Team Tom's                     | Paolo Barilla Hitoshi Ogawa Tiff Needell                | Toyota 3S-GT 2.1L Turbo I4         | B          | 283  |
| 25        | C1     | 117 | Team Lucky Strike Schanche            | Martin Schanche Robin Smith Robin Donovan               | Argo JM19C                         | G          | 278  |
| 25        | C1     | 117 | Team Lucky Strike Schanche            | Martin Schanche Robin Smith Robin Donovan               | Ford Cosworth DFL 3.3L V8          | G          | 278  |
| 26 NC     | C2     | 113 | Primagaz Competition                  | Max Cohen-Olivar Patrick de Radigues                    | Cougar C12                         | ?          | 273  |
| 26 NC     | C2     | 113 | Primagaz Competition                  | Max Cohen-Olivar Patrick de Radigues                    | Ford Cosworth DFL 3.3L V8          | ?          | 273  |
| 27 NC     | C2     | 151 | Pierre-Alain Lombardi                 | Pierre-Alain Lombardi Bruno Sotty                       | Rondeau M379                       | A          | 271  |
| 27 NC     | C2     | 151 | Pierre-Alain Lombardi                 | Pierre-Alain Lombardi Bruno Sotty                       | Ford Cosworth DFL 3.0L V8          | A          | 271  |
| 28 ABD    | C1     | 1   | Silk Cut Jaguar Tom Walkinshaw Racing | Martin Brundle John Nielsen                             | Jaguar XJR-9LM                     | D          | 306  |
| 28 ABD    | C1     | 1   | Silk Cut Jaguar Tom Walkinshaw Racing | Martin Brundle John Nielsen                             | Jaguar 7.0L V12                    | D          | 306  |
| 29 ABD    | C1     | 23  | Nissan Motorsports                    | Kazuyoshi Hoshino Takao Wada Aguri Suzuki               | Nissan (March) R88C                | B          | 286  |
| 29 ABD    | C1     | 23  | Nissan Motorsports                    | Kazuyoshi Hoshino Takao Wada Aguri Suzuki               | Nissan VRH30 3.0L Turbo V8         | B          | 286  |
| 30 ABD    | C2     | 103 | Spice Engineering                     | Almo Coppelli Thorkild Thyrring Eliseo Salazar          | Spice SE88C                        | G          | 281  |
| 30 ABD    | C2     | 103 | Spice Engineering                     | Almo Coppelli Thorkild Thyrring Eliseo Salazar          | Ford Cosworth DFL 3.3L V8          | G          | 281  |
| 31 ABD    | C2     | 131 | Graff Racing                          | Jean-Philippe Grand Jacques Terrien Maurice Guenoun     | Spice SE86C                        | ?          | 263  |
| 31 ABD    | C2     | 131 | Graff Racing                          | Jean-Philippe Grand Jacques Terrien Maurice Guenoun     | Ford Cosworth DFL 3.3L V8          | ?          | 263  |
| 32 ABD    | C1     | 24  | Dollop Racing                         | Nicola Marozzo Jean-Pierre Frey Ranieri Randaccio       | Lancia LC2                         | D          | 255  |
| 32 ABD    | C1     | 24  | Dollop Racing                         | Nicola Marozzo Jean-Pierre Frey Ranieri Randaccio       | Ferrari 308C 3.0L Turbo V8         | D          | 255  |
| 33 ABD    | C2     | 127 | Chamberlain Engineering               | Nick Adams Martin Birrane Richard Jones                 | Spice SE86C                        | A          | 223  |
| 33 ABD    | C2     | 127 | Chamberlain Engineering               | Nick Adams Martin Birrane Richard Jones                 | Hart 418T 1.8L Turbo I4            | A          | 223  |
| 34 ABD    | C1     | 18  | Porsche AG                            | Bob Wollek Sarel van der Merwe Vern Schuppan            | Porsche 962C                       | D          | 192  |
| 34 ABD    | C1     | 18  | Porsche AG                            | Bob Wollek Sarel van der Merwe Vern Schuppan            | Porsche Type-935 3.0L Turbo Flat-6 | D          | 192  |
| 35 ABD    | C1     | 42  | Noël del Bello Racing                 | Bernard Santal Noël del Bello Bernard de Dryver         | Sauber C8                          | G          | 157  |
| 35 ABD    | C1     | 42  | Noël del Bello Racing                 | Bernard Santal Noël del Bello Bernard de Dryver         | Mercedes-Benz M117 5.0L Turbo V8   | G          | 157  |
| 36 ABD    | C2     | 121 | Cosmik GP Motorsport                  | Costas Los Wayne Taylor Evan Clements                   | Spice SE87C                        | G          | 145  |
| 36 ABD    | C2     | 121 | Cosmik GP Motorsport                  | Costas Los Wayne Taylor Evan Clements                   | Ford Cosworth DFL 3.3L V8          | G          | 145  |
| 37 ABD    | C2     | 191 | PC Automotive                         | Olindo Iacobelli Alain Ianette John Graham              | Argo JM19C                         | G          | 130  |
| 37 ABD    | C2     | 191 | PC Automotive                         | Olindo Iacobelli Alain Ianette John Graham              | Ford Cosworth DFL 3.3L V8          | G          | 130  |
| 38 ABD    | C1     | 3   | Silk Cut Jaguar Tom Walkinshaw Racing | John Watson Raul Boesel Henri Pescarolo                 | Jaguar XJR-9LM                     | D          | 129  |
| 38 ABD    | C1     | 3   | Silk Cut Jaguar Tom Walkinshaw Racing | John Watson Raul Boesel Henri Pescarolo                 | Jaguar 7.0L V12                    | D          | 129  |
| 39 ABD    | C1     | 13  | Primagaz Competition                  | Pierre-Henri Raphanel Michel Ferté                      | Cougar C20B                        | M          | 120  |
| 39 ABD    | C1     | 13  | Primagaz Competition                  | Pierre-Henri Raphanel Michel Ferté                      | Porsche Type-935 3.0L Turbo Flat-6 | M          | 120  |
| 40 ABD    | C2     | 178 | Automobiles Louis Descartes (ALD)     | Sylvain Boulay Gérard Tremblay Michel Lateste           | ALD 04                             | A          | 103  |
| 40 ABD    | C2     | 178 | Automobiles Louis Descartes (ALD)     | Sylvain Boulay Gérard Tremblay Michel Lateste           | BMW M80 3.5L I6                    | A          | 103  |
| 41 ABD    | C1     | 4   | Camel Brun Motorsport                 | Manuel Reuter Walter Lechner Franz Hunkeler             | Porsche 962C                       | M          | 91   |
| 41 ABD    | C1     | 4   | Camel Brun Motorsport                 | Manuel Reuter Walter Lechner Franz Hunkeler             | Porsche Type-935 3.0L Turbo Flat-6 | M          | 91   |
| 42 ABD    | C1     | 85  | Italiya Sport Team Le Mans Co.        | Michel Trollé Toshio Suzuki Danny Ongais                | March 88S                          | Y          | 74   |
| 42 ABD    | C1     | 85  | Italiya Sport Team Le Mans Co.        | Michel Trollé Toshio Suzuki Danny Ongais                | Nissan VG30ET 3.2L Turbo V6        | Y          | 74   |
| 43 ABD    | C1     | 86  | Italiya Sport Team Le Mans Co.        | Lamberto Leoni Akio Morimoto Anders Olofsson            | March 88S                          | Y          | 69   |
| 43 ABD    | C1     | 86  | Italiya Sport Team Le Mans Co.        | Lamberto Leoni Akio Morimoto Anders Olofsson            | Nissan VG30ET 3.2L Turbo V6        | Y          | 69   |
| 44 ABD    | C1     | 30  | Courage Compétition                   | Paul Belmondo François Migault Ukyo Katayama            | Courage C22                        | M          | 66   |
| 44 ABD    | C1     | 30  | Courage Compétition                   | Paul Belmondo François Migault Ukyo Katayama            | Porsche Type-935 2.8L Turbo Flat-6 | M          | 66   |
| 45 ABD    | C1     | 51  | WM Secateva                           | Roger Dorchy Claude Haldi Jean-Daniel Raulet            | WM P88                             | M          | 59   |
| 45 ABD    | C1     | 51  | WM Secateva                           | Roger Dorchy Claude Haldi Jean-Daniel Raulet            | Peugeot ZNS4 2.8L Turbo V6         | M          | 59   |
| 46 ABD    | C2     | 132 | Roland Bassaler                       | Jean-François Yver Roland Bassaler Remy Pochauvin       | Sauber C6                          | A          | 53   |
| 46 ABD    | C2     | 132 | Roland Bassaler                       | Jean-François Yver Roland Bassaler Remy Pochauvin       | BMW M80 3.5L I6                    | A          | 53   |
| 47 ABD    | C1     | 52  | WM Secateva                           | Pascal Pessiot Jean-Daniel Raulet                       | WM P87                             | M          | 22   |
| 47 ABD    | C1     | 52  | WM Secateva                           | Pascal Pessiot Jean-Daniel Raulet                       | Peugeot ZNS4 3.0L Turbo V6         | M          | 22   |
| 48 ABD    | C2     | 107 | Chamberlain Engineering               | Claude Ballot-Léna Jean-Louis Ricci Jean-Claude Andruet | Spice SE88C                        | A          | 17   |
| 48 ABD    | C2     | 107 | Chamberlain Engineering               | Claude Ballot-Léna Jean-Louis Ricci Jean-Claude Andruet | Ford Cosworth DFL 3.3L V8          | A          | 17   |
| 49 ABD    | C1     | 20  | Team Davey                            | Tim Lee-Davey Tom Dodd-Noble                            | Tiga GC88                          | D          | 5    |
| 49 ABD    | C1     | 20  | Team Davey                            | Tim Lee-Davey Tom Dodd-Noble                            | Ford Cosworth DFL 3.3L Turbo V8    | D          | 5    |
| NP        | C2     | 181 | Luigi Taverna Technoracing            | Luigi Taverna Fabio Magnani Roberto Ragazzi             | Olmas GLT-200                      | A          | -    |
| NP        | C2     | 181 | Luigi Taverna Technoracing            | Luigi Taverna Fabio Magnani Roberto Ragazzi             | Ford Cosworth DFL 3.3L V8          | A          | -    |
| NP        | C1     | 61  | Team Sauber Mercedes                  | Mauro Baldi James Weaver Jochen Mass                    | Sauber C9                          | M          | -    |
| NP        | C1     | 61  | Team Sauber Mercedes                  | Mauro Baldi James Weaver Jochen Mass                    | Mercedes-Benz M117 5.0L Turbo V8   | M          | -    |
| NP        | C1     | 62  | Team Sauber Mercedes                  | Klaus Niedzwiedz Kenny Acheson                          | Sauber C9                          | M          | -    |
| NP        | C1     | 62  | Team Sauber Mercedes                  | Klaus Niedzwiedz Kenny Acheson                          | Mercedes-Benz M117 5.0L Turbo V8   | M          | -    |

Leggenda:
- NP=Non partita - ABD=Abbandono - NQ= Non qualificata- NC=Non classicicata
- La numero 113 Cougar C12 e la numero 151 Rondeau M379 non sono state classificate per distanza insufficiente (meno del 70% della distanza percorsa dal vincitore)

## Statistiche
- Pole Position - Hans-Joachim Stuck su Porsche 962 C numero 17 - Porsche A.G. in 3:15.64 alla media di 250,164 km/h
- Giro più veloce in gara - Hans-Joachim Stuck su Porsche 962 C numero 17 - Porsche A.G. in 3:22.50 alla media di 240,622 km/h
- Distanza - 5.332,780 km
- Velocità media - 221,665 km/h
- Velocità massime - WM P88 Peugeot 405 km/h (in gara), Porsche 962 – 391 km/h (in qualifica)

## Giri al comando
- numero 17 Porsche 962 C- Porsche A.G. : 22 (1-6 / 10-12 / 24-26 / 37-40 / 254-255 / 258-261)
- #2 Jaguar XJR 9 - Silk Cut Jaguar/Tom Walkinshaw Racing: 279 (7-9 / 14-23 / 28-36 / 42-50 / 56-61 / 68-73 / 140 / 153-253 / 256-257 / 262-394)
- #18 Porsche 962 C - Porsche A.G. : 85 (13 / 51-53 / 62-67 / 74-95 / 98-139 / 141-152)
- #19 Porsche 962 C - Porsche A.G. : 6 (27 / 41 / 54-55 / 96-97)